# Joan Cabot
Joan Cabot Simarro, más conocido como Joan Cabot (nacido el 28 de abril de 1988 en Palma de Mallorca), es un exjugador de baloncesto español. Con 2.02 de estatura, su puesto natural en la cancha era el de alero.

## Trayectoria
Joan Cabot como el de uno de los hombres más destacados de la cantera de un Adecco Estudiantes con el que se proyectó durante varios años como uno de los jugadores a tener muy en cuenta dentro de la generación del 88.
Una explosión en Liga EBA con el Autocid Ford que Andreu Casadevall quiso poner a prueba poniendo sobre su mesa el que fue su primer contrato profesional. Fue su primera experiencia determinante y que le sirvió para poder madurar en una LEB Oro en la que dio las primeras muestras de su talento.
Sobre la cancha del Plantío comenzó su andadura y en tierras baleares llegó una nueva etapa con la que seguir madurando tanto en Oro como en Plata. Años importantes en los que tuvo que combatir la ausencia de un gran número de minutos con su trabajo para poder seguir creciendo.
Tras acabar su etapa en tierras natales, tuvo que emigrar a Londres para jugar en las filas del Midway Park Crusaders, donde fue capaz de oxigenar la mente y pulir su juego.
En 2014, volvería a España para formar parte de la plantilla de Amics del Bàsquet Castelló, en el que Toni Ten intuyó que podía exhibir de nuevo su potencial. Con el conjunto castellonense consiguió el doblete compuesto por la Copa LEB Plata y el ascenso a LEB Oro fueron la confirmación de su regreso.

## Internacional
- 2004: Concentración Preparación Europeo U16
- 2006: Participación Torneo Manheim
- 2006: Medalla de bronce - Europeo U18 de Grecia
- 2007: 8º Puesto - Mundial U19 de Serbia